# Sebastián Herrera Barnuevo

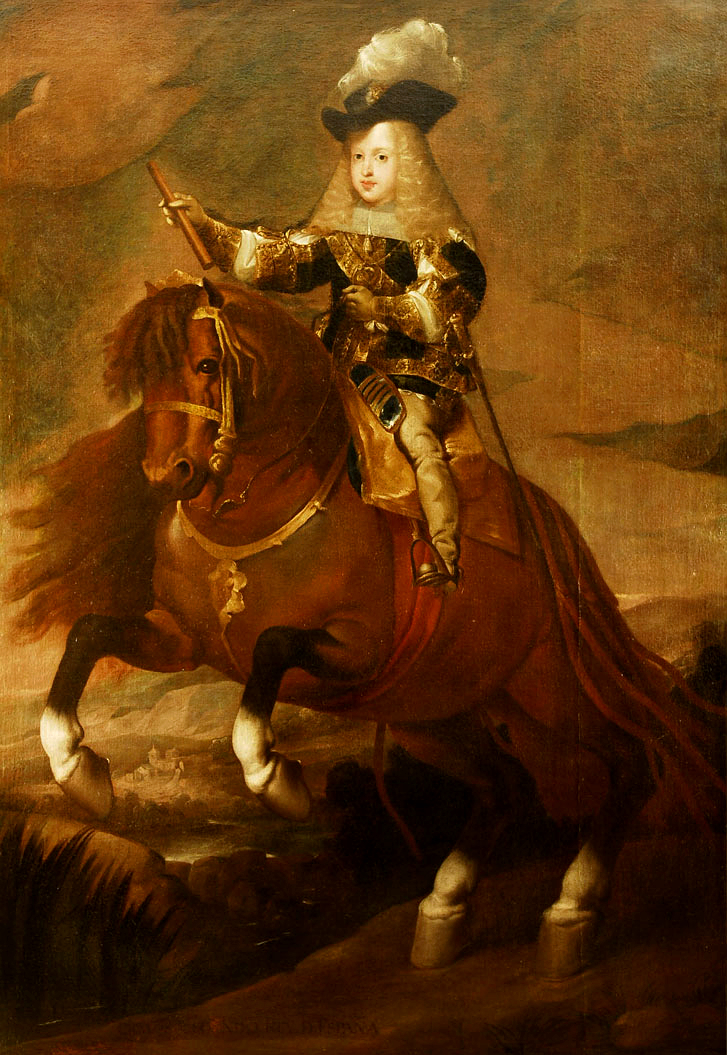
Portretul regelui Carol al II-lea, de Herrera Barnuevo, c. 1670

Sebastián Herrera Barnuevo (n. 1619, Madrid, Madrid⁠(d), Spania – d. 1671, Madrid, Madrid⁠(d), Spania) a fost un pictor, arhitect, sculptor și gravor spaniol, care s-a născut și a murit la Madrid, Spania. Tatăl său, Antonio Herrera, a fost sculptor; după ce a fost inițiat de tatăl său, Sebastiano a fost îndrumat de Alonzo Cano⁠(d). Precum Cano, Herrera a lucrat pentru regele Filip al IV-lea al Spaniei, printre alții din cadrul nobilimii, el fiind considerat modest și profund religios.
Culorile sale în pictură erau strălucitoare și armonizate în maniera lui Tizian.
La sfârșitul secolului al XIX-lea, majoritatea picturilor sale se aflau la Madrid. Cele mai bune ale sale sunt considerate „Sfântul Barnaba” din El Escorial, Beatificarea Sfântului Augustin în Capela Augustinienilor Amintiți și Nașterea din San Jerónimo el Real⁠(d). Un alt tablou al lui este Retrato de Carlos II niño con su madre la Reina Mariana de Austria (Portretul Regelui Carlos al II-lea în copilărie, alături de mama sa, Regina Mariana a Austriei).
Cea mai bună compoziție a sa în ulei este considerată a fi marea Sfântă Familie care a scăpat de incendiul din 1936-38 de la Catedrala Sf. Isidro din Madrid.

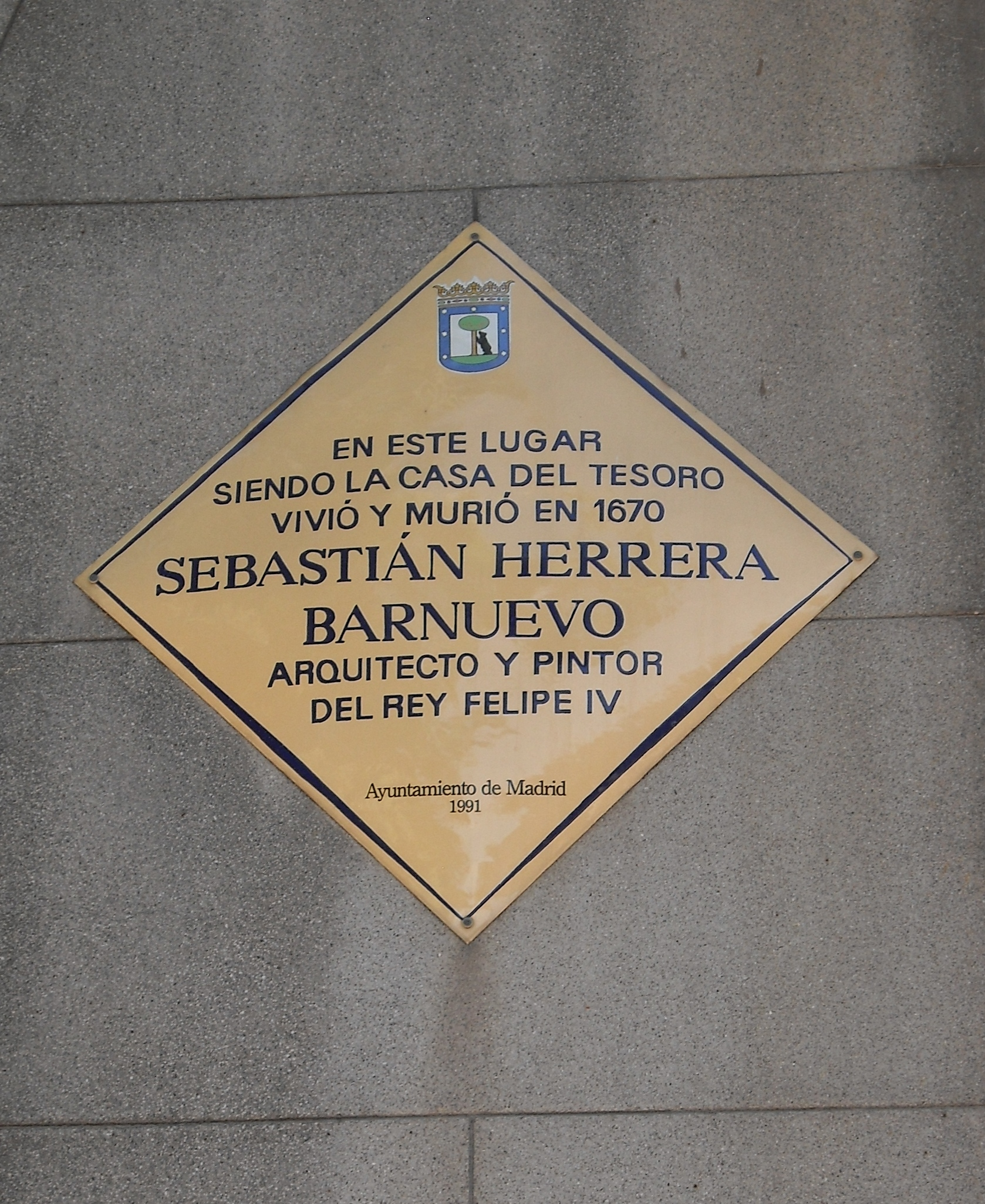
Placă memorială în, 3 din Madrid

În 1991, o placă memorială pentru Herrera a fost instalată în Plaza de Oriente⁠(d), 3 din Madrid.